# Scutiger bhutanensis
Espèce
Statut de conservation UICN

 DD  : Données insuffisantes
Scutiger bhutanensis est une espèce d'amphibiens de la famille des Megophryidae.

## Répartition
Cette espèce est endémique du Bhoutan,.

## Étymologie
Son nom d'espèce, composé de bhutan et du suffixe latin -ensis, « qui vit dans, qui habite », lui a été donné en référence au lieu de sa découverte, le Bhoutan (Bhutan en anglais).

## Publication originale
- Delorme & Dubois, 2001 : Une nouvelle espèce de Scutiger du Bhutan, et quelques remarques sur la classification subgénérique du genre Scutiger (Megophryidae, Leptobrachiinae). Alytes, vol. 19, no 2/4, p. 141-153.